# Bukowica-Kamm
Der Bukowica-Kamm (polnisch Pasmo Bukowicy) ist ein Höhenzug im Südosten Polens, der westliche Teil des Buchen-Gebirgszuges (polnisch Pogórze Bukowskie), umgeben von den Salzbergen und den Niederen Beskiden. Die höchste Erhebung ist mit 778 Metern der Tokarnia.

## Geographie
Der Pasmo Bukowicy besteht aus einem großen, felsigen Kamm mit dem Zruban (776 m ü. M.) im Nordwesten und dem Tokarnia (778 m) im Süden, sowie dem kleineren Kamień (717 m).

### Größere Orte
- Bukowsko
- Nowotaniec
- Odrzechowa
- Rudawka Rymanowska

### Die wichtigsten Erhebungen
- Tokarnia 778 m ü. M.
- Zrubań, auch: Zruban, Skibce, Bukowica 776 m
- Pańskie Łuki 778 m
- Kamień 717 m
- Wilcze Budy 759 m
- Rzepedka 708 m
- Kiczera 640 m

## Tourismus
Durch die Region führt der Europäische Fernwanderweg E8. Die Pfadstrecke (Rote Route)  beginnt in Iwonitz-Bad und führt über Rudawka Rymanowska, Kiczera 640 m, Zruban 776, Smokowiska 761 m, Wilcze Budy (Wolf-Häuser) 759 m, Tokarnia 778, Kamien (Stein) 717 und die Komańcza nach Wołosate am Bieszczadygebirge.